# Reprezentacja Austrii w koszykówce mężczyzn
Reprezentacja Austrii w koszykówce mężczyzn - drużyna, która reprezentuje Austrię w koszykówce mężczyzn. Za jej funkcjonowanie odpowiedzialny jest Austriacki Związek Koszykówki (ÖBV). Sześciokrotnie brała udział w Mistrzostwach Europy - 1947, 1951, 1955, 1957, 1959 i 1977. Jej najlepszym osiągnięciem w tych zawodach było zajęcie 11 miejsca w 1951 roku.

## Udział w imprezach międzynarodowych
- Mistrzostwa Europy
  - 1947 - 12. miejsce
  - 1951 - 11. miejsce
  - 1955 - 13. miejsce
  - 1957 - 14. miejsce
  - 1959 - 16. miejsce
  - 1977 - 12. miejsce